# ميكروماتة جميلة
ميكروماتة جميلة (الاسم العلمي: Micrommata formosa) هي نوع من العنكبوتيات تتبع جنس الميكروماتة من فصيلة العناكب الصيادة.